# John J. Clague

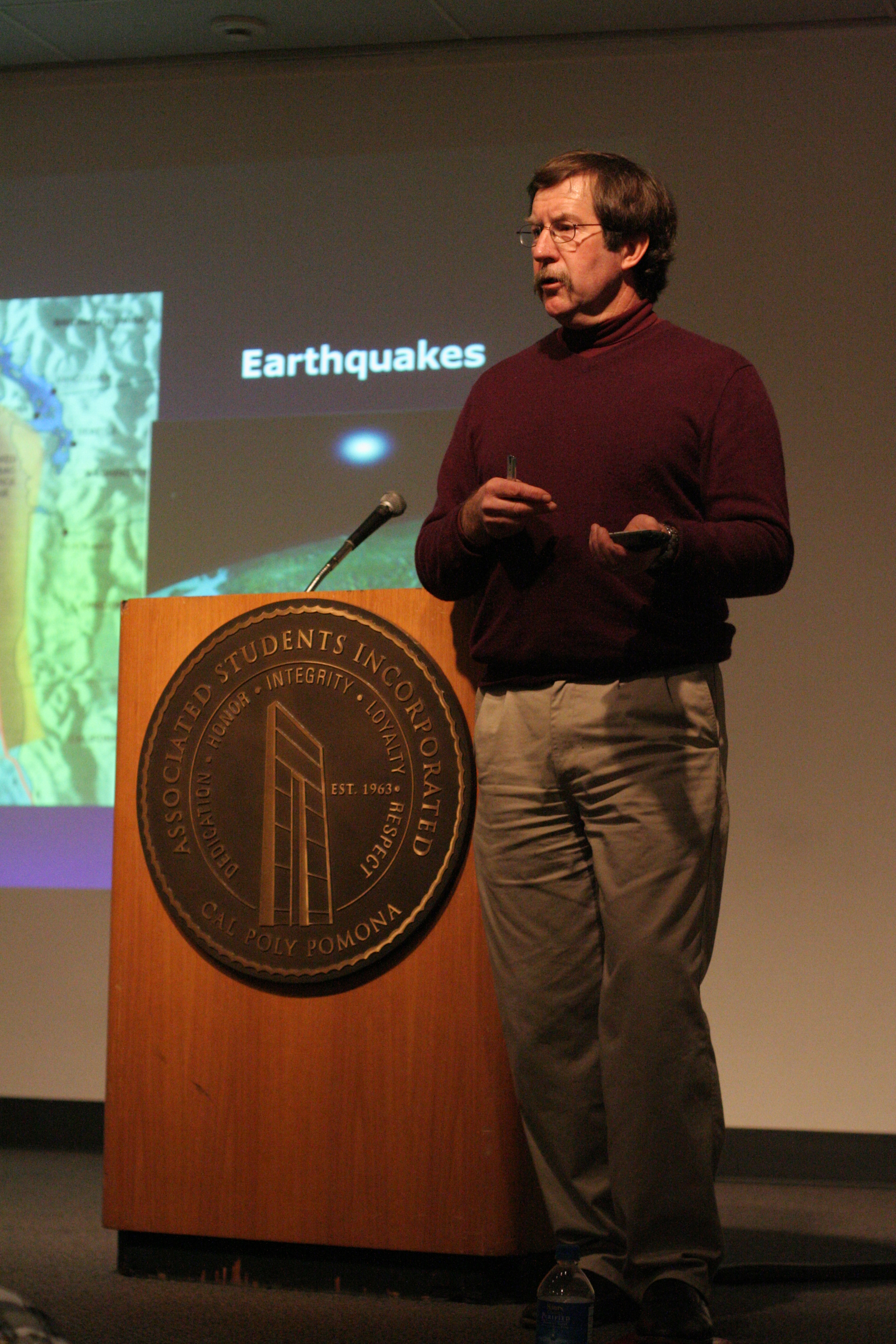
John J. Clague 2008

John Joseph Clague (* 1946 in San Diego, Kalifornien) ist ein kanadischer Geologe und Professor an der Simon Fraser University, der sich vor allem mit Quartärgeologie Kanadas und Geo-Risiken wie Fluten, Erdbeben, Tsunamis und Erdrutschen befasst. Auf diesem Gebiet war er häufig öffentlichkeitswirksam als Experte in den kanadischen Medien, in denen er für die Risikovorsorge in Bezug auf künftige Erdbeben an der kanadischen Pazifikküste eintrat.

## Leben
Clague studierte am Occidental College in Los Angeles mit dem Bachelor-Abschluss 1967 (magna cum laude) und an der University of California, Berkeley mit dem Master-Abschluss in Geologie 1969. Er wurde 1973 an der University of British Columbia promoviert und arbeitete danach bis 1998 für den Geological Survey of Canada in Vancouver. Er studierte dort die Auswirkungen historischer Erdbeben (und Tsunamis) im pazifischen Nordwesten und die eiszeitlichen Ablagerungen im Einzugsgebiet des Fraser-Flusses. Außerdem befasste er sich mit Erdrutschen. Ab 1998 war er Professor an der Simon Fraser University, an der er ab 2003 den ersten Canada Research Chair für natürliche Umweltgefahren (Natural Hazards) erhielt.
Er war Herausgeber des Canadian Journal of Earth Sciences und ist Vizepräsident der INQUA.
1998 wurde er Fellow der Royal Society of Canada und 2007 erhielt er die Logan Medal. 2006 erhielt er die E. R. Ward Neale Medal der Geological Association of Canada und 2002 den Bancroft Award der Royal Society of Canada. Für 2020 wurde Clague die Sergey Soloviev Medal der European Geosciences Union zugesprochen.

## Schriften
- mit G. H. Eisbacher: Destructive Mass Movements in High Mountains, 1984
- Paleoseismology and seismic hazards, southwestern British Columbia. Geological Survey of Canada, Bulletin 494, 1996
- Evidence for large earthquakes at the Cascadia subduction zone. Reviews of Geophysics, Band 35, 1997, S. 439–460
- mit S. G. Evans: Natural hazards in the Canadian Cordillera, in: D. P Moore, O. Hungr, Engineering Geology; A Global View from the Pacific Rim, Proceedings, 8th International Congress, International Association for Engineering Geology and the Environment, Vancouver, B.C., Band 1, Balkema, Rotterdam 1998, S. 17–44.
- mit P. S. Mustard, G. J. Woodsworth, C. J. Hickson, L. E. Jackson Jr., J. L. Luternauer, J. W. H. Monger, B. D. Ricketts, R. J. W. Turner, J. A. Hunter, P. A. Monahan:. Geology and geological hazards of the Greater Vancouver area, in: P. F. Karrow, O. L. White, Urban Geology of Canadian Cities, Geological Association of Canada, Special Paper 42, 1998, S. 39–70.
- mit S. C. Thompson, S. G. Evans: Holocene activity of the Mt. Currie scarp, Coast Mountains, British Columbia, and implications for its origin, Environmental and Engineering Geoscience, Band 3, 1997, S. 329–348.
- mit R. D. Hyndman, G. C. Rogers, H. Dragert, K. Wang, J. Adams, P. T. Bobrowsky: Giant earthquakes beneath Canada’s west coast. Geoscience Canada, Band 23, 1996, S. 63–72.
- mit A. R. Nelson, B. F. Atwater, P. T. Bobrowsky, L.-A. Bradley, G. A. Carver, M. E. Darienzo, W. C. Grant, H. W. Krueger, R. Sparks, T. W. Stafford Jr., M. Stuiver: Radiocarbon evidence for extensive plate-boundary rupture about 300 years ago at the Cascadia subduction zone,  Nature, Band 378, 1995, S. 371–374.
- mit O. Slaymaker (Herausgeber): Canadian Geomorphology 2000, in: Geomorphology, Band 32, 2000, Nr. 3–4
- mit R. J. Turner: Climate change in southwestern British Columbia: Extending the boundaries of earth science, Geoscience Canada, Band 27, 2000, S. 111–120.